# Royal Oak (Michigan)
Royal Oak – miasto w Stanach Zjednoczonych, w stanie Michigan, w hrabstwie Oakland.